# Подземно растварање руде
Подземно растварање руде је процес у рударству који служи за експлоатацију минерала као што су бакар и уранијум кроз бушотине из лежишта. 
Процес у почетку подразумева бушење рупа у лежишту. За бушење отворених путева до лежишта, у које се потом убризгава раствор, могу се користити експлозивне или хидрауличне методе. Течни раствор се упумпава у лежиште где ступа у контакт са рудом. Затим се новонастала смеса испумпава на површину где се обрађује. Овај процес омогућава експлоатацију метала и соли из једног рудног тела, без потребе за употребу уобичајених поступака бушења и експлозије, отвореног копа или подземне експлоатације.

## Поступак
Подземно растварање руде укључује пумпање течне материје (нпр. сумпорна киселина, вода) у тело руде преко једне бушотине, која струји кроз порозне стене растварајући руду, а затим и испумпавање минерално обогаћене течности кроз другу бушотину. Течност која се упумпава зависи од лежишта. За лежишта соли, може се користити обична вода у којој се со лако раствара. За бакар, углавном су потребне киселине да би се повећала растворљивост руде у раствору. За уранијум могу се користити киселине или натријум бикарбонат.

### Растворљиве соли
Подземно растварање руде има широку примењеност код издвајања водо-растворљивих соли као што су халит и натријум сулфат. У америчкој држави Колорадо користи се за експлоатацију натријум бикарбоната. Овакав начин добијања руде се примењује када су лежишта минералне сировине предубоко или када класичан начин подземне експлоатације није могућ.

### Уранијум
Течности које се користе за растварање руде уранијума су или киселина(сумпорна киселина или ређе азотна киселина) или карбонат(натријум бикарбонат, амонијум карбонат или растворен угљен диоксид ).Растворени кисеоник је понекад додаје у воду да веже уранијум. Подземно растварање руде уранијума почела у Сједињеним Америчким Државама и Совјетском Савезу у раним 1960-их. Значајни рудници коју примењују ову технику налазе се у Казахстану и Аустралији.

### Злато
Подземно растварање руде злата нема комерцијалну употребу, јер се у трогодишњем испитивању рађеном седамдесетих година није показало као исплатива метода.

### Бакар
Кинези су још 977. године први пут применили ову технику како би добили бакар. Код лежишта бакра углавном се у лежиште упумпава сумпорна или хлороводонична киселина. 
Руде највише подложне цурењу укључују бакар карбонате малахит и азурит. Остали минерали бакра као што је куприт могу захтевати додавање оксидациониџ средстава, као што су гвожђе сулфат и кисеоника у течну смесу како би што пре минерали били растворени. Руде са највишим садржајем сулфида, као што су борнит и халкопирит ће захтевати више оксиданта и спорије ће се растварати. 

## Предности и мане код експлоатације
Предности:
1. Смањене опасности за запослене од незгода, прашине и зрачења,
2. Економичност.

Мане:
1. Ризик од ширења течности ван лежишта уранијума, укључујући накнадне контаминације подземних вода,
2. Непредвидив утицај течности на стене.